# Rokaj Fest
Rokaj Fest je glazbeni festival koji se, s prekidima, održava od 2006. godine u Zagrebu.

## Povijest
Prvi Rokaj Fest održan je 2006. godine na zagrebačkoj Šalati, a nastupilo je šest sastava: Partibrejkers, Psihomodo pop, Električni orgazam, Bare i plaćenici, Elektrobuda i Vatra. Zbog dobre posjećenosti, iduće je godine premješten na Jarun, te je trajao tri dana a nastupilo je više od 80 izvođača koje su predvodili Let 3, Majke, Partibrejkers, Edo Maajka, TBF, Elemental, Ramirez i drugi. Također su nastupili demo i cover sastavi, a osim glazbenog dijela u program su uvršteni i ulični zabavljači te natjecanje u biciklističkim vratolomijama. Godine 2008. po prvi put su nastupili i poznati izvođači izvan regije, uključujući sastave The Fall, Lemonheads, The Godfathers, Wire, Dwarves i druge, dok su iduće headlineri bili Let 3, Primal Scream, Razorlight, The Charlatans, Toy Dolls i Hladno pivo. Iako je bio najavljen za 2010. godinu, festival zbog nedovoljno skupljenih sredstava nije održan, a iako je postojala mogućnost da se preseli u drugi grad, nije održan ni iduće godine. Ponovo je bio najavljen za 2012. godinu, međutim zbog premalog broja prodanih ulaznica veliki dio festivala je otkazan, te je umjesto toga organiziran koncert najavljenih headlinera, sastava Gojira, Mastodon i Slayer.

## Vanjske poveznice
- Službena stranica  Arhivirana inačica izvorne stranice od 25. lipnja 2012. (Wayback Machine)